# Castellnovo
Castellnovo è un comune spagnolo di 1 026 abitanti situato nella comunità autonoma Valenciana.

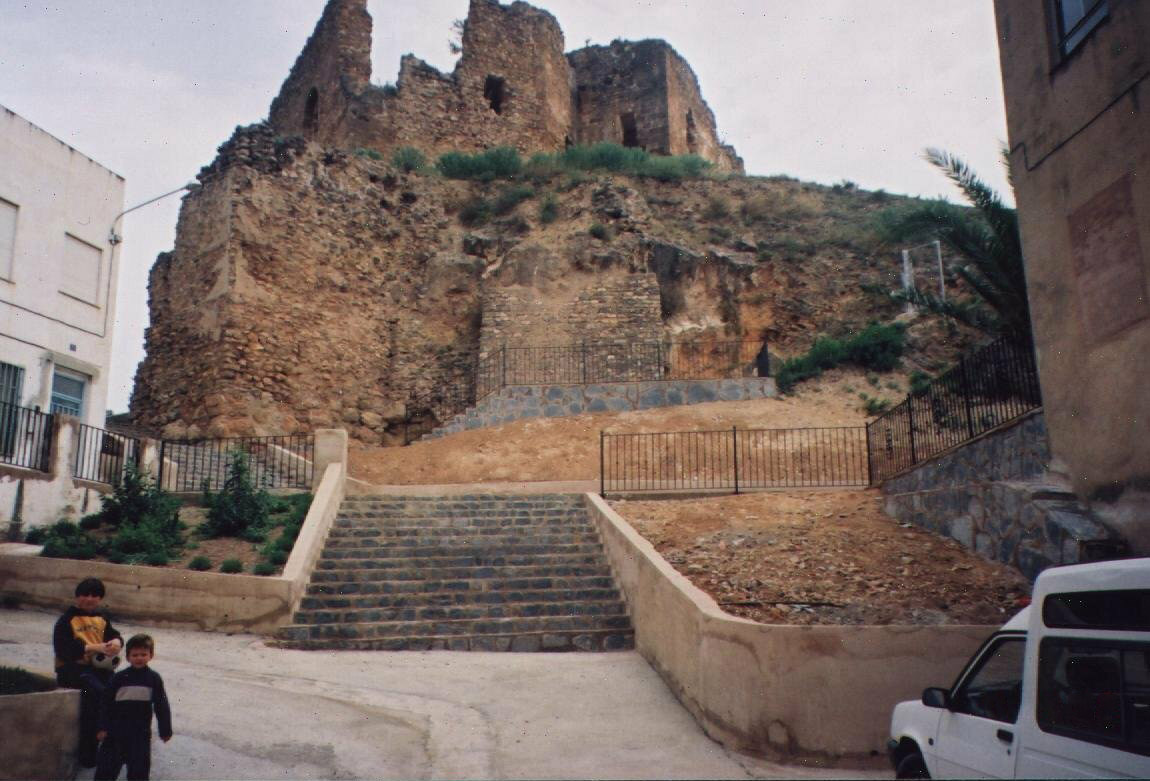
Il castello di Castellnovo